# Wohnhaus Teichstraße 9
Das Wohnhaus Teichstraße 9 östlich des Kleinbahnhofs in der niedersächsischen Stadt Osterholz-Scharmbeck stammt vom Anfang des 19. Jahrhunderts. Aktuell (2025) wird es als Wohnhaus genutzt.
Das Gebäude steht unter Denkmalschutz (siehe auch Liste der Baudenkmale in Osterholz-Scharmbeck).

## Geschichte und Beschreibung
Die Teichstraße ist die älteste Straße in Osterholz-Scharmbeck und verläuft parallel zum Scharmbecker Bach. Sie hat zum Teil noch Elemente des historischen Stadtteils Scharmbeck.
Das zweigeschossige traufständige verputzte Gebäude mit ziegelgedecktem Walmdach wurde um 1810 gebaut. Die südliche Haushälfte erhielt horizontalen Putzfugenschnitt, die nördliche einfachen Putz. Früher befand sich hier eine Baumwollweberei. Später wurde diese durch eine Gerberei abgelöst, wodurch die Teichstraße auch als Straße der Schuhmacher genannt wurde. Heute wird es als reines Wohngebäude genutzt.
Das Landesdenkmalamt befand u. a.: „… zeittypische Formensprache … ortsgeschichtlicher, gebäudetypischer und straßenbildprägender Zeugniswert … .“